# 聖雷莫
聖雷莫（義大利語：Sanremo）是位於義大利西北部的一個海港城市。屬利古里亞大區因佩里亞省。始建於古羅馬時代。奥地利伊丽莎白皇后、俄罗斯沙皇尼古拉二世和他的公主玛丽亚·亚历山德洛芙娜都对此地情有独钟。現在，聖雷莫是聖雷莫音樂节的主辦地，UCI世界巡迴賽中五個古典賽中的第一站米蘭–聖雷莫也在此地舉辦，并且是一個知名的觀光地。